# Luigi Veronesi
Luigi Veronesi (* 28. Mai 1908 in Mailand; † 25. Februar 1998 ebenda) war ein italienischer Fotograf, Maler, Bühnenbildner und Filmregisseur.

## Leben
Luigi Veronesi begann seine künstlerische Tätigkeit in den 1920er Jahren, indem er eine Ausbildung als Textilzeichner absolvierte. Er wurde von Raffaello Giolli in eine Gruppe von italienischen Intellektuellen eingeführt, die im Kreis der Zeitschrift Poligono tätig waren. Mit zwanzig Jahren interessiert er sich für die Malerei, und er besuchte Kurse bei dem neapolitanischen Maler Carmelo Violante, damals Lehrer an der Accademia Carrara in Bergamo. Im Jahr 1932 reiste er nach Paris und begegnete Fernand Léger. Seine ersten Werke, welche noch figurativ waren, wurden in der Galerie il Milione in Mailand vorgestellt. Später begann Veronesi die abstrakte Kunst zu erforschen. Im Jahre 1934 machte er eine gemeinsame Ausstellung mit Josef Albers in der Galerie Il Milione. Im gleichen Jahr wurde er Mitglied der Gruppe Abstraction-Création in Paris, er experimentierte mit dem Konstruktivismus und übernahm die Bauhaus-Methode. Am 4. März 1935 nahm er an der ersten Gemeinschaftsausstellung der abstrakten Kunst Italiens im Atelier der Maler Felice Casorati und Enrico Paolucci in Turin teil. Die Teilnehmer, zu denen auch Oreste Bogliardi, Cristoforo De Amicis, Ezio D’Errico, Lucio Fontana, Virginio Ghiringhelli, Osvaldo Licini, Fausto Melotti, Mauro Reggiani und Atanasio Soldati gehörten, unterschrieben das „Manifest der ersten Ausstellung über die abstrakte Kunst Italiens“. Im Jahr 1936 war Veronesi der Illustrator eines Geometrielehrbuches von Leonardo Sinisgalli, er stellte auf der Triennale in Mailand aus und nahm an einer Ausstellung abstrakter Werke in Como teil, zusammen mit Lucio Fontana, Virginio Ghiringhelli, Osvaldo Licini, Alberto Magnelli, Fausto Melotti, Enrico Prampolini, Mario Radice, Mauro Reggiani, Manlio Rho, und Atanasio Soldati. 1939 stellte er in der Gallerie L’Equipe in Paris aus.
Veronesi war ebenfalls im Theater und später im Kino tätig und hat zwischen 1938 und 1980 neun experimentelle und abstrakte Filme produziert, wovon sieben während des Zweiten Weltkriegs zerstört wurden. 1938 nahm er an der Bühnenbildausstellung in Rom teil. 1942 gestaltete er die Bühne der Oper Minnie la candida von Riccardo Malipiero. Als Bühnenbildner arbeitete er mit Giorgio Strehler, dem Gründer des Piccolo Teatro di Milano, insbesondere in Werken von Luigi Pirandello, und er gestaltete verschiedene Bühnen für die Mailänder Scala bis in die 1980er Jahre.
Nach dem Zweiten Weltkrieg war er Gründungsmitglied der Fotografiegruppe „La Bussola“. Er nahm 1947 an der Ausstellung Arte astratta arte concreta im königlichen Palast (Mailand) teil und trat 1949 dem Movimento Arte Concreta (M.A.C.) in Mailand bei.
Er unterrichtete Grafikgestaltung in Venedig von 1963 bis 1979 und später Farbenlehre an der Accademia di Belle Arti von Brera (Mailand).
Während der 1980er Jahre waren die Tätigkeiten von Veronesi sehr vielfältig. Er beteiligte sich an einer Ausstellung über die Abstrakte Kunst im Rahmen der 33. Biennale di Venezia; stellte in Bolzano im Jahr 1980 und in Pordenone im Jahr 1984 aus. 1983 wurde er mit dem Antonio-Feltrinelli-Preis ausgezeichnet. Veronesi war Koautor des zusammen mit Giancarlo Pauletto 1989 verfassten Buches über den italienischen Künstler Genesio De Gottardo.
Luigi Veronesi war ein polyvalenter und eklektischer Künstler, der die verschiedenen Strömungen der Avantgarde Europas zu synthetisieren vermochte.

## Retrospektive Ausstellungen
- Königlicher Palast (Mailand) (Palazzo Reale di Milano)
- Institut Mathildenhöhe, Darmstadt
- Sprengel Museum, Hannover
- Stiftung für konstruktive und konkrete Kunst, Zürich

## Schriften
- mit Giancarlo Pauletto: Genesio De Gottardo. Edizioni d’Arte, Pordenone 1989.